# Kovel

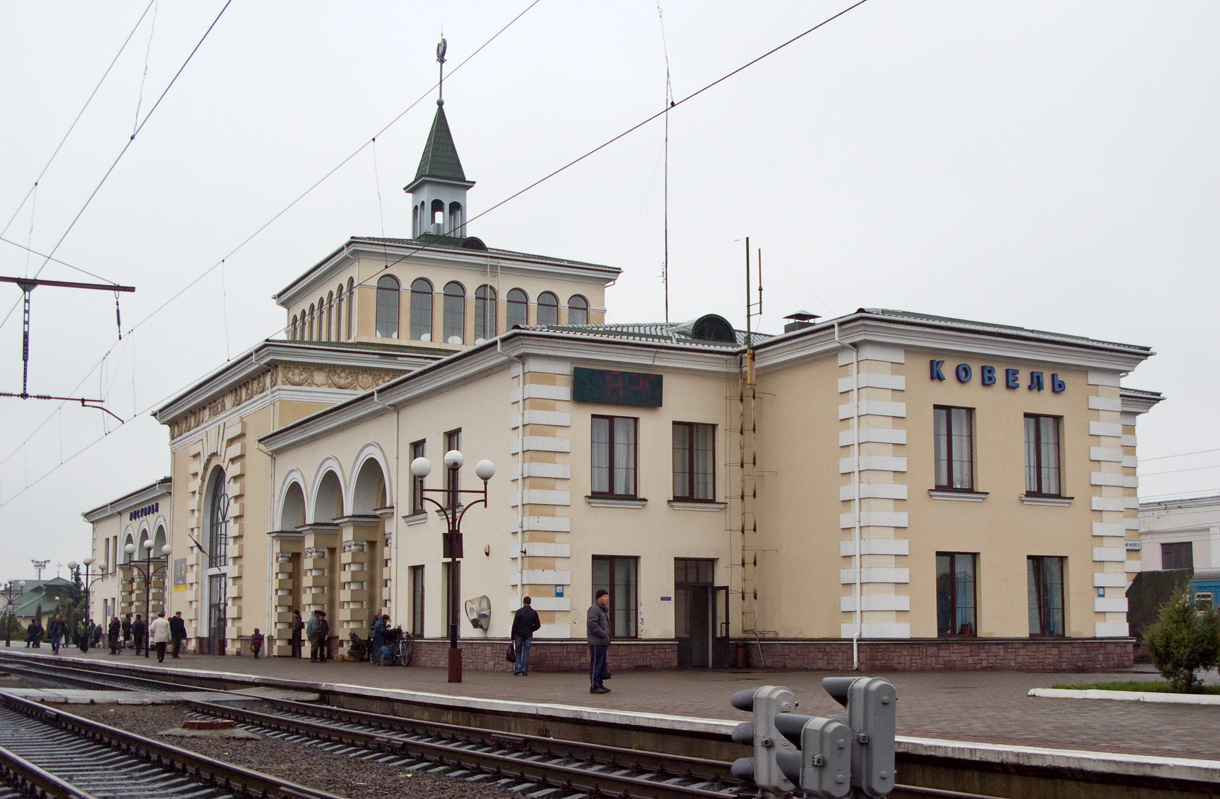
Järnvägsstationen i Kovel.

Kovel (ukrainska: Ковель uttal (fil); polska: Kowel) är en stad i Volyn oblast i Ukraina. Folkmängden uppgick till 68 648 invånare i början av 2012. Staden ligger i regionen Volynien och var tidigare polsk men efter 1939 tillhörde den Sovjetunionen.
Kovel var knutpunkt för järnvägen Brest-Litovsk-Rowne och var under första hälften av 1900-talet känd för sin betydande handel med lantbruksprodukter. Under första världskriget var staden mycket omstridd, den besattes 1939 av sovjetiska trupper trupper, erövrades 1941 av tyskarna och återtogs i juli 1944 av Sovjetunionen.